# ثيودوسيوس الكونت
الكونت فلافيوس ثيودوسيوس وعرف أيضا بثيودوسيوس الأكبر هو سياسي وقائد عسكري روماني من القرن الرابع الميلادي ولد في شقوبية في هسبانيا، كان قائد عسكري في بريطانيا وهو والد الإمبراطور ثيودوسيوس الأول. واشتهر بعد انتصاره فيما عرف بحرب المؤامرة الكبرى (367-368)، أصبح قائد جيش الفرسان في زمن الإمبراطور فالنتينيان الأول ونجح بهزيمة قبائل الألامان والسارماتيين وهزم أيضاً فرموس أحد أمراء الامازيغ في موريطانيا، بعد وفاة فالنتنيان شعر جراتيان بخطره على سلطته فقام باعدامه في سنة 376. قبل اعدامه طلب ان يتم تعميده حيث كان قد آمن بالمسيحية الأرثوذكسية في شبابه.